# Râul Bucovăț, Moldova
Râul Bucovăț este un curs de apă, afluent al râului Moldova. 